# Our Research
Our Research, anteriormente llamada ImpactStory, es una organización sin fines de lucro que crea y distribuye herramientas y servicios para bibliotecas, instituciones e investigadores. La organización sigue prácticas abiertas con sus datos (en la medida permitida por los términos de servicio de los proveedores), código y gobernanza. Está financiada por la Fundación Alfred P. Sloan y la Fundación Nacional de Ciencias.

## ImpactStory
ImpactStory es la primera herramienta de código abierto basada en la web lanzada por Our Research. Proporciona altmetrics para ayudar a los investigadores a medir los impactos de los resultados de sus investigaciones, incluidos artículos de revistas, publicaciones de blogs, conjuntos de datos y software. Esto tiene como objetivo cambiar el enfoque del sistema de recompensa académica para valorar y fomentar la erudición nativa de la web.
Proporciona contexto a sus métricas para que sean significativas sin el conocimiento del conjunto de datos específico: por ejemplo, en lugar de permitir que el lector adivine si tener cinco bifurcaciones en GitHub es común, ImpactStory diría que el repositorio está en el percentil 95 de todos los repositorios GitHub  creados ese año.
Las métricas proporcionadas por ImpactStory pueden ser utilizadas por investigadores que quieran saber cuántas veces se ha descargado y compartido su trabajo, y también financiadores de investigación que estén interesados en el impacto de la investigación más allá de solo considerar citas de artículos en revistas.

## Unpaywall
Unpaywall es una extensión de navegador que encuentra versiones legales gratuitas de artículos académicos (de pago). En julio de 2018, se informó que Unpaywall brindaba acceso gratuito a 20 millones de artículos,  que representa aproximadamente el 47% de los artículos que las personas buscan con Unpaywall. En junio de 2017 se integró en Web of Science y en julio de 2018 Elsevier anunció planes ese mismo mes para integrar el servicio en el motor de búsqueda de Scopus . 
En 2019, GetTheResearch se anunció como un motor de búsqueda de contenido de acceso abierto encontrado por Unpaywall, con funciones de aprendizaje automático para facilitar la detección.

## Unsub
Unsub, anteriormente Unpaywall Journals, se lanzó en 2019 como una herramienta de análisis de datos para que las bibliotecas estimen el costo real y el valor de sus suscripciones.
La herramienta reduce la asimetría de información en las negociaciones sobre suscripciones con los editores: en su versión personalizada de pago, permite fusionar los datos de Unpaywall sobre el estado del acceso abierto y la evolución esperada en 5 años, cargos por procesamiento de artículos, estadísticas de uso y parámetros propios de las bibliotecas (como el costo de préstamo interbibliotecario) para calcular varios indicadores incluida la rentabilidad o el costo neto por uso de una suscripción actual o planificada (o falta de ella).
Unpaywall Journals fue utilizado en 2020 por el Consorcio de Bibliotecas SUNY para ayudar en la cancelación de su gran acuerdo con Elsevier, que fue reemplazado por una suscripción a 248 títulos, permitiendo ahorros esperados de 50-70% sobre la línea de base, entre 5 y 7 millones de dólares por año.

## Otras lecturas
- Dhakal, Kerry (15 de abril de 2019). «Unpaywall». Journal of the Medical Library Association 107 (2): 286-288. PMC 6466485. doi:10.5195/jmla.2019.650.